# Omron
Omron (en japonés オムロン株式会社, Omuron Kabushiki-gaisha, en inglés OMRON Corporation) es una empresa japonesa de electrónica con sede en Kioto.
El negocio principal de Omron es la fabricación y venta de componentes, equipos y sistemas de automatización industrial, pero es más conocido por sus equipos médicos electrónicos como los termómetros digitales, monitores de presión arterial, tensiómetros y nebulizadores. Omron desarrolló la primera puerta de entrada automatizada del mundo y fue uno de los primeros fabricantes de cajeros automáticos con lectores de tarjetas de banda magnética. Además posee algunos de los tensiómetros de brazo más vendidos de los últimos años.

## Historia
Omron fue fundada por Kazuma Tateisi (立石一真) en 1933. En 1932, Kazuma Tateisi desarrolla el primer relé temporizado para aplicación en máquinas de Rayos X en el Hospital Nissei de Osaka, Japón. En ese momento nacía Omron Corporation en Kioto.

### Fechas
- Mayo de 1933, Tateisi Electric Manufacturing Co. se establece en Osaka, para la producción de rayos X, fabricando temporizadores.
- Junio de 1945, la producción se traslada a Kioto la fábrica principal.
- Mayo de 1948, el nombre de la empresa cambia a Tateisi Electronics Co., Kazuma Tateisi asume la presidencia.
- Enero de 1959, se establece la sociedad o lema "OMRON" como marca.
- Febrero de 1960, se crea el primer interruptor sin contacto (de estado sólido) del mundo.
- Abril de 1964, creación de la primera señal de tráfico automatizada del mundo.
- Marzo de 1967, primera estación de tren no tripulada del mundo.
- Noviembre de 1968, Tateisi OMRON Electronics Co. se establece como nombre oficial de la compañía.
- Junio de 1971, primer cajero atomático del mundo.
- Febrero de 1972, Taiyo OMRON Electronics Co. es nombrada primera fábrica de Japón para los trabajadores con discapacidades, conjuntamente con Japan Sun Industries.
- Abril de 1986, se crea el Centro de Gestión regional en los Estados Unidos (Centro de Gestión de OMRON of America, Inc.)
- Septiembre de 1988, se establece el centro europeo de gestión regional en los Países Bajos (OMRON Europe BV).
- Octubre de 1988 se establece la gestión Asia Pacífico en Singapur (Asia Pacific Pte. OMRON. Ltd.)
- Enero de 1990, el nombre de la empresa cambia a OMRON Corporation.
- Mayo de 1994, se establece el centro regional de China en Pekín, China (OMRON (China) Co., Ltd.).
- Abril de 1999, se establece el sistema interno de la compañía para separar la supervisión de la gestión y las operaciones comerciales.
- Junio de 2003, Yoshio Tateisi se convierte en presidente, Hisao Sakuta es nombrado presidente y director general

## Áreas de negocio y productos

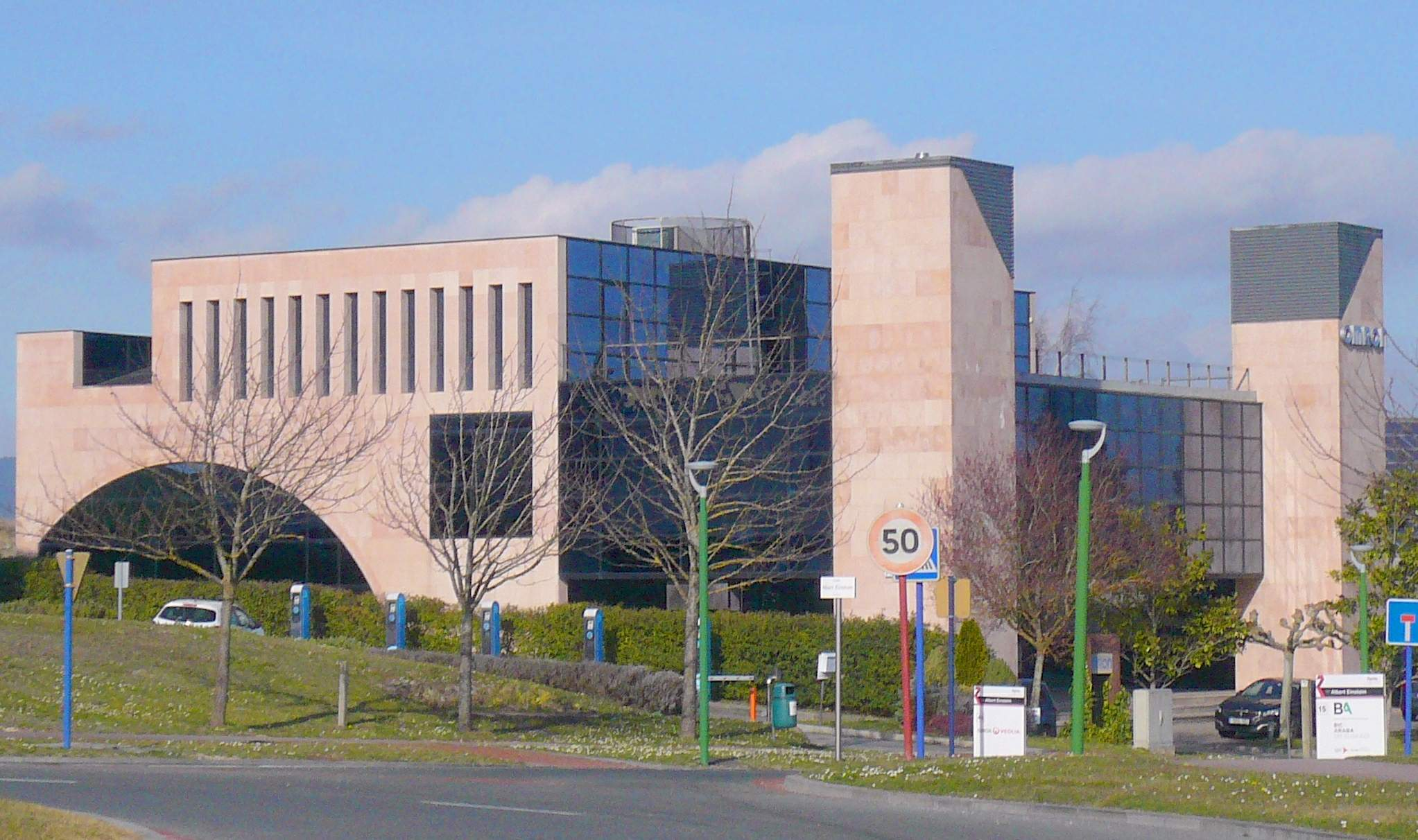
Instalaciones de Omron Electronics Iberia S.A.U. - Norte en el Parque Tecnológico de Álava

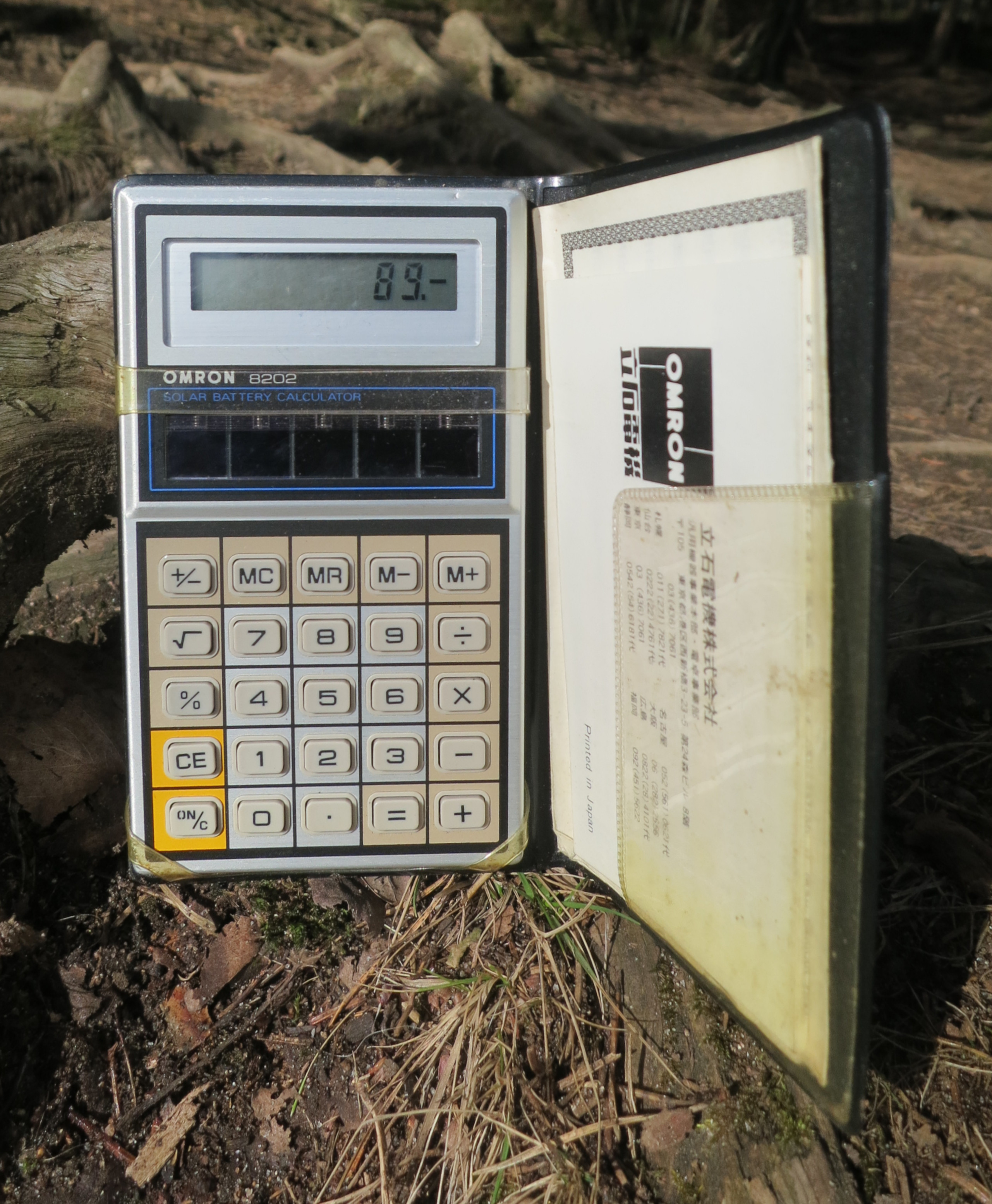
Calculadora solar 8202 de Omron de la década de 1970.

- Automatización industrial: sensores, interruptores, componentes de seguridad, relés, componentes de control, equipos de monitorización de energía eléctrica, fuentes de alimentación.
- Componentes electrónicos: relés, interruptores, conectores, micro dispositivos de detección, micro sensores mecánicos, sensores de imagen.
- Electrónica del automóvil: componentes de radio para automóviles, sensores de monitorización del conductor, dirección asistida electrónica, unidades de control integradas, componentes de conmutación y control.
- Sistemas sociales: sistemas de control de acceso (sistemas de entrada de edificios), sistemas de gestión de carreteras, controladores de semáforos, cámaras de seguridad / vigilancia, puertas de entrada automáticas, máquinas expendedoras de billetes, máquinas de ajuste de tarifas.
- Cuidado de la salud
  - Uso personal: tensiómetros de brazo, termómetros digitales, monitores de la composición corporal, podómetros, nebulizadores.
  - Uso profesional: monitores de presión arterial, monitores vasculares no invasivos, ECG portátiles, monitores de paciente.
- Otros negocios
  - Distribución de energía y controles para las plataformas de perforación
  - Soluciones ambientales